# Саамы Норвегии

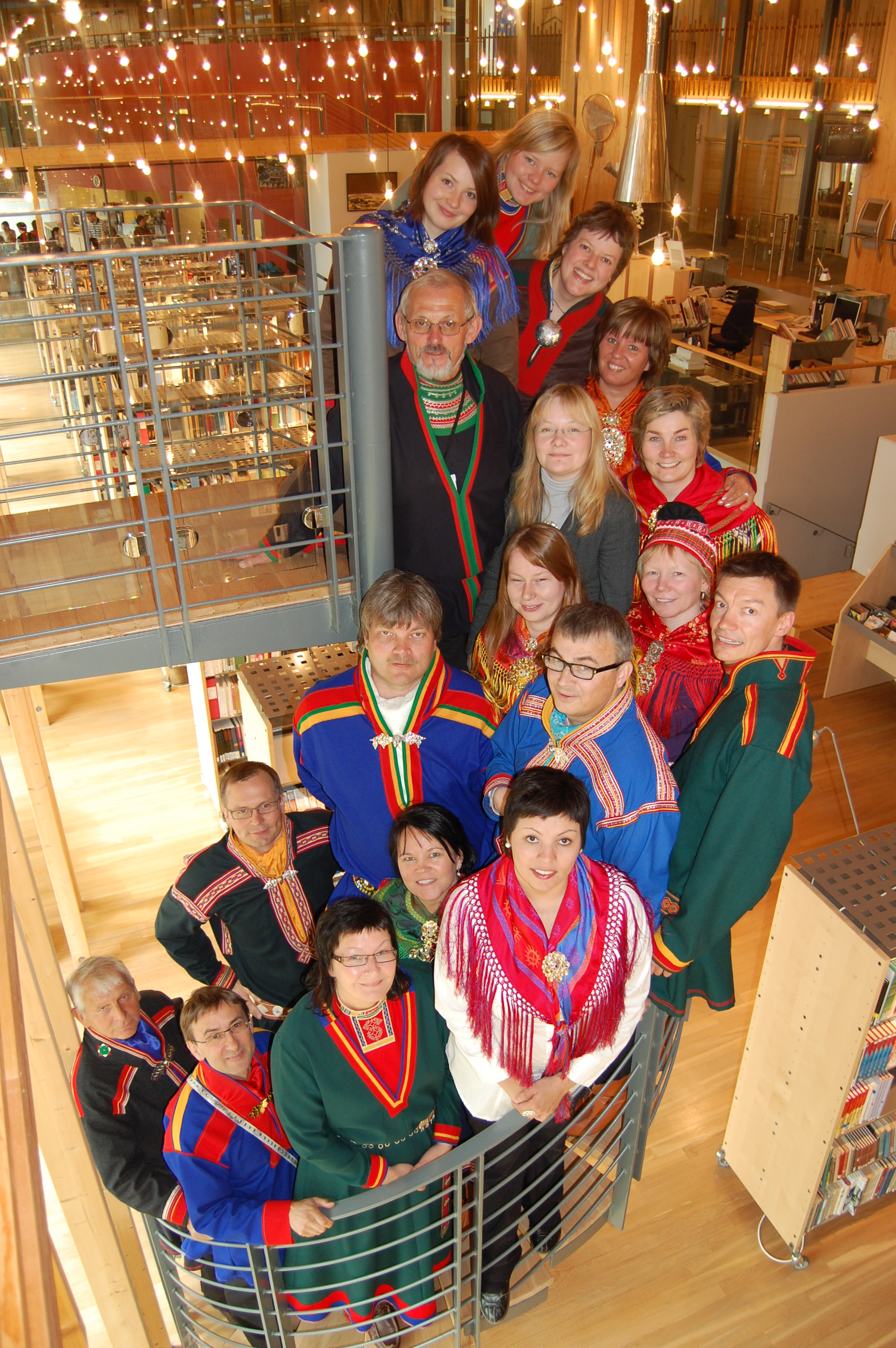
Норвежская саамская ассоциация 2005—2009

Саамы Норвегии (норв. Samene i Norge) — часть саамского народа, проживающая на территории Норвегии и являющаяся одним из национальных меньшинств страны. Численность норвежских саамов составляет, по разным оценкам, от 40 до 60 тысяч человек, большей частью компактно проживающие на севере Норвегии, в фюльке Нурланн, Нур-Трёнделаг, Тромс и Финнмарк.
Длительное время, при проводимой в Норвегии политике норвегизации, саамское население подвергалось принудительной ассимиляции и лишь в 1992 году саамские языки и культура народа были признаны на официальном уровне.

## Исторические сведения

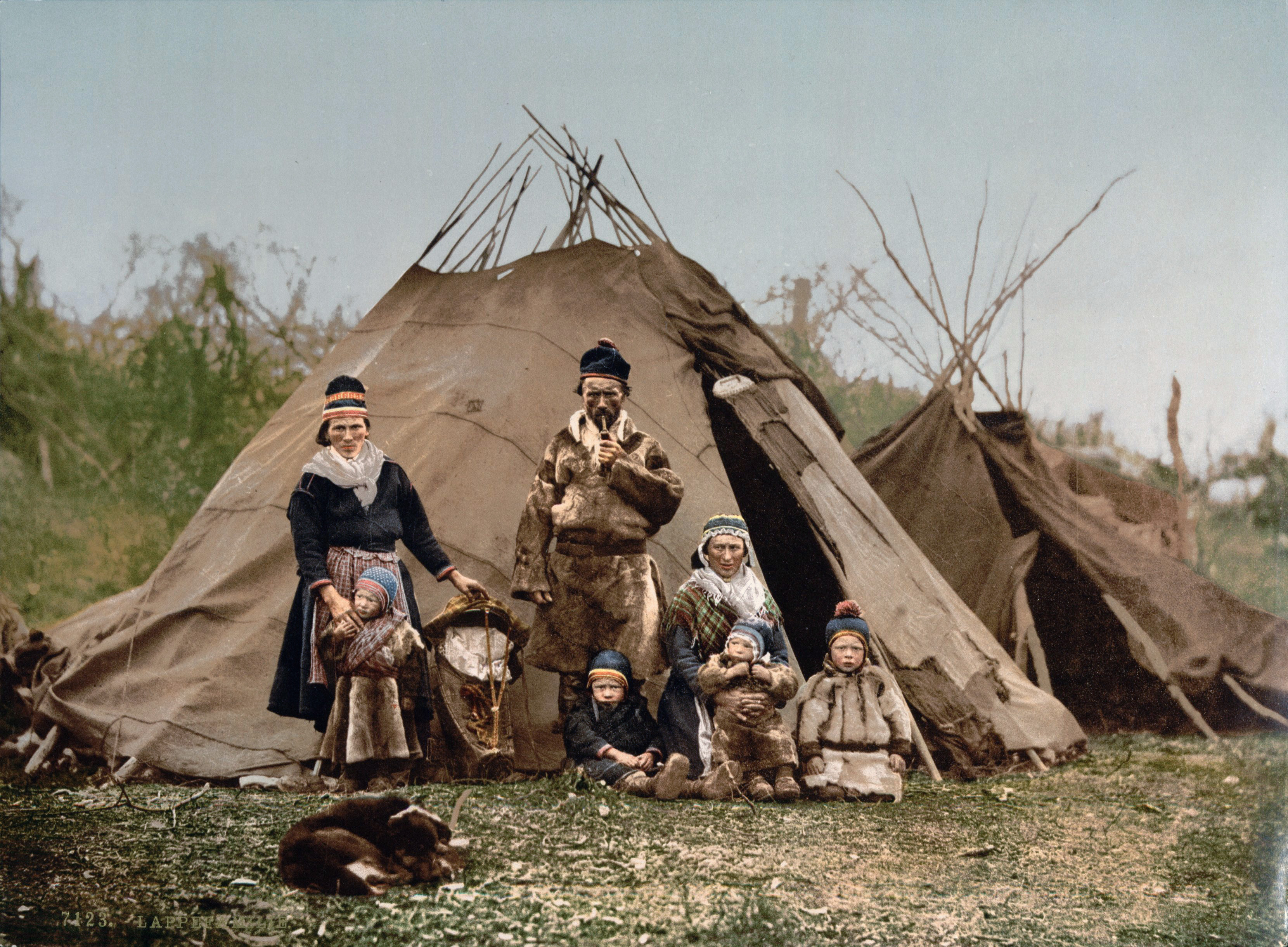
Семья норвежских саамов в 1900 году

Начиная с XIII века, принадлежность территорий, на которых проживают саамы, а также вопросы налогообложения местного населения являлись предметом споров между Норвегией, Россией (сначала — Новгородскую землёю) и Швецией (в состав которой до 1809 года входила Финляндия).
Пограничное соглашение 1826 года сделало Южный Варангер — область, где проживало саамское население, — норвежской территорией, в связи с чем община нявдемских и пазрецких саамов оказалась разрезанной пополам новой границей. При этом область нявдемских саамов оказалась поделенной поперёк, так что весенние и летние поселения на побережье отошли Норвегии, а расположенные в глубине материка осенние и зимние — к Российской империи. Территория пазрецких саамов, наоборот, оказалась разделённой продольно по реке Пасвик (Пасвикэльв), но и в этом случае побережье оказалось на территории Норвегии.
Нявдемские саамы стали норвежскими подданными, а пазрецкие — российскими. В продолжение переходного периода всё население разделённых областей сохраняло за собой старые права, в связи с чем нявдемские саамы сохранили православное вероисповедание на территории господствующего в Норвегии лютеранства.
Демаркация границы затронула нявдемских саамов во многих отношениях. Норвежское правительство способствовало тому, чтобы в новой провинции селилось оседлое население, говорящее по-норвежски, в связи с чем приезжее норвежское население стало вытеснять саамов с их исконных земель. Кроме того, с запада стали приходить саамы-оленеводы, занимавшие пастбища на юге Сёр-Варангера и понемногу вытеснявшие с этих земель скольтских саамов (с 2000-х годов нявдемские саамы обращаются с требованием вернуть им права на пастбища на своей исконной территории).
Судьба пазрецких саамов оказалась ещё более драматичной. Особенно часто конфликты возникали по поводу ловли лосося во фьордах, где норвежские рыбаки занимали традиционные места рыбной ловли пазрецких саамов. Кроме того, в период, когда Финляндия принудила Советский Союз уступить ей сухопутный коридор вдоль норвежской границы вплоть до незамерзающей гавани района Петсамо в устье реки Печенги, норвежское правительство в 1924 году добилось того, что Финляндия подписала договор, по которому пазрецкие саамы теряли право на вылов рыбы во фьордах в обмен на компенсацию в размере 12 тысяч золотых крон. Проценты (около 900 крон) должны были распределяться между саамами. На каждого примерно из 140 пазрецких саамов приходилось в год по 6 крон. В период военных действий между Финляндией и СССР (1939—1940 и 1941—1944) саамы окончательно покинули этот регион, а по окончании войны Финляндия предоставила для расселения саамов новый регион в районе озера Инари.
После окончания Второй мировой войны общины саамов, находившихся в Норвегии и СССР были полностью изолированы друг от друга государственными границами, за исключением двух курьёзных случаев: в 1960 году председателем норвежских саамов-оленеводов был коммунист, который во взаимодействии с властями СССР договорился о поездке семи норвежских саамов по обмену опытом разведения оленей в район Ловозера, куда на волне коллективизации переместили большую часть кольских саамов. Несколько саамов было также в составе норвежской делегации на «Днях мира и дружбы Северного Калотта» в Мурманске в 1977 году.
В 1997 году король Норвегии Харальд V официально принёс саамам извинения в связи с их дискриминацией.

## Правовое положение норвежских саамов

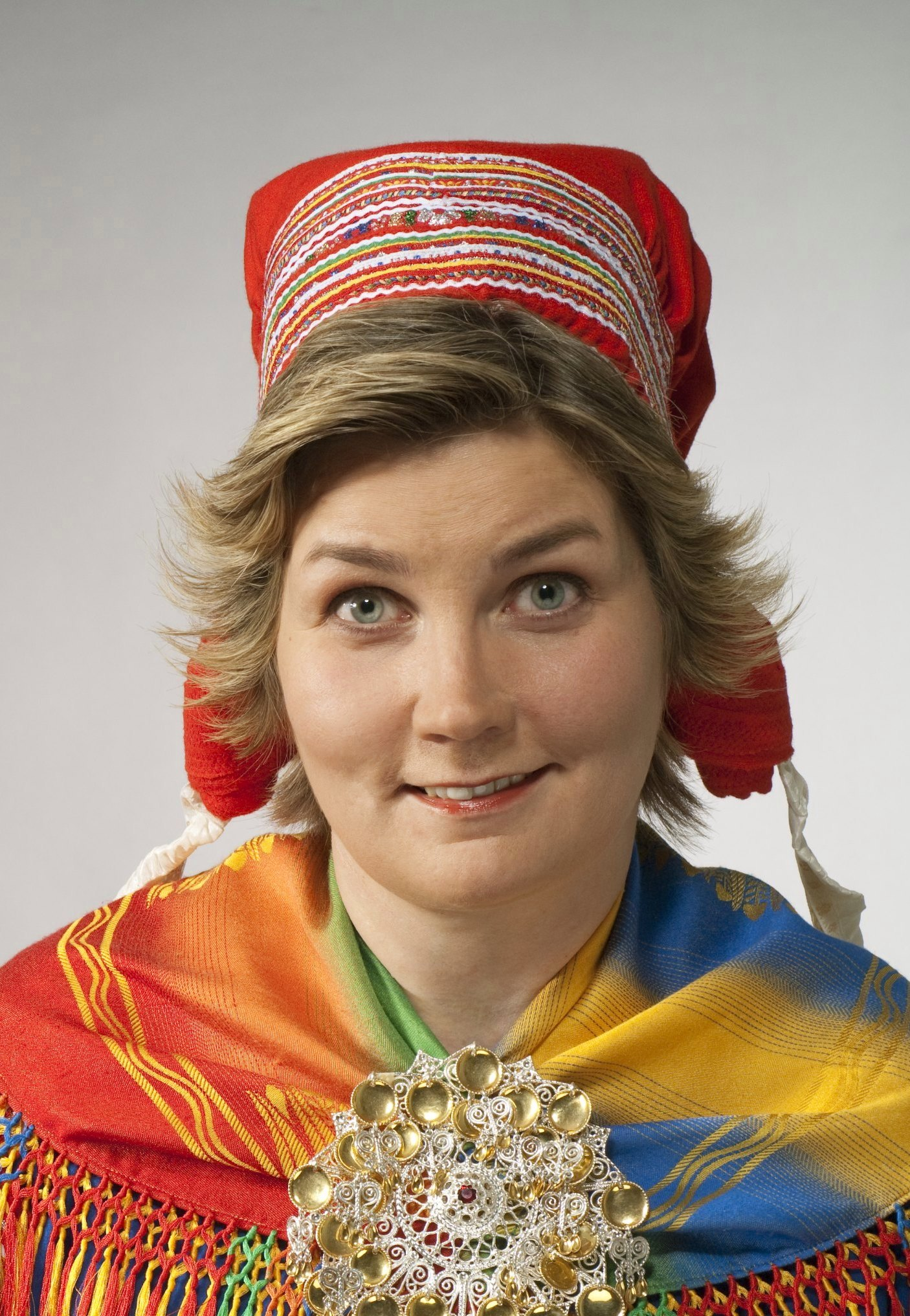
Айли Кескитало, современный норвежский саамский политик, в традиционной саамской одежде

С середины XIX века политика норвежского государства по отношению к саамскому населению менялась, завися прежде всего от двух факторов: национальных интересов и, особенно во второй половине XX века, общемировых тенденций. При этом следует учитывать, что права, которыми формально располагало саамское население Норвегии, весьма сильно отличались от прав, которыми оно могло в определённый исторический период реально воспользоваться, в то время как государственная власть в Норвегии эти отличия практически не учитывала. Норвежское государство исходило в этом вопросе из того принципа, что из формального равенства граждан страны перед законом автоматически следует равенство реальное, не учитывая того факта, что в условиях общества, разделённого на большинство и меньшинство, права и обязанности распределены среди населения далеко не равномерно.
Норвежский исследователь Эйстейн Стейнльен (норв. Øystein Steinlien) отмечает, что формальное равенство, которым обладают саамы в Норвегии, сильно отличается от того, что можно назвать подлинным равенством. Более того, по мнению Стейнльена, саамское население Норвегии в принципе не может достичь подлинного равенства в условиях нынешней правовой ситуации в Норвегии, то есть без реальных политических и территориальных прав.

### Органы и учреждения
В 1989 году в Норвегии был основан Саамский парламент — Sametinget, являющийся крупнейшим выборным саамским органом, отвечающим за вопросы, связанные с саамами, их языком и культурой. Парламент избирается на основании списков избирателей, число которых составляло свыше 10 тысяч (2006). Большинство политических партий Норвегии участвуют в выборах в Саамский парламент. Парламент ежегодно получает финансовую поддержку от Стортинга. Средства идут на поддержку и развитие традиционной саамской культуры. Sametinget принимает активное участие в сотрудничестве в Баренц-регионе и деятельности Арктического совета, а также в деятельности ООН, касающейся прав коренных народов.
В 2000 году в Карасйоке был учреждён Саамский парламентский совет, в работе которого принимают участие три саамских парламента — Швеции, Норвегии и Финляндии. Основное направление работы — выработка Северной саамской конвенции. Норвежский Саметингет также принимает активное участие в соблюдении Finnmarksloven — Закона о правовых основах использования угодий и природных ресурсов в Финнмарке (принят в 2005).
В 1948 году был создан Союз норвежских саамов-оленеводов (NRL). Его основная задача — урегулирование вопросов, связанных с профессиональной деятельностью оленеводов, и развитие оленеводческой отрасли в свете современных технологий.
С 1968 года существует Норвежская саамская ассоциация (NSR) основной задачей которой является сплочение всех групп саамов, улучшение культурных, экономических и социальных условия саамского населения. Ассоциация активно борется за политические права саамов.
Основанная в 1988 году организация Sáráhkká является женской организацией саамов. При её участии в 1989 году был создан Всемирный совет женщин коренных народов. Цель организации — подчеркнуть, что в традиционной культуре роли и задачи женщин и мужчин принципиально разные, и в процессе модернизации есть риск утраты обычаев и норм, восходящих к традициям. С 1996 года существует также Саамский женский форум (Samisk kvinneforum) как развитая сеть проектов, связанных с женским саамским населением.
В 1990 году был основан Спортивный союз саамов (Sámiid valáštallanlihttu), организующий соревнования как по летним, так и по зимним видам спорта. С 2003 года существует и Саамский футбольный союз (Sámi spábbačiekčanlihttu).
Международным органом, объединяющим саамские организации разных стран, является Samerådet, расположенный в Утсйоки, в Финляндии. Саамский конгресс (Samekonferansen) проводится раз в три года. Samerådet обладает официальным статусом в системе ООН и принимает активное участие в работе комиссии по правам коренных народов.

## Культура
В результате развития горнодобывающей промышленности и роста индустриального города Киркенеса, саамы стали меньшинством в Южном Варангере. Смешанные браки в сочетании с проявлениями дискриминации в отношении саамов и их культуры привели к тому, что многие саамы утратили свою этническую индивидуальность. Язык скольтских саамов оказался на грани вымирания.
В настоящее время ряд энтузиастов осуществляет деятельность по возрождению культуры и самобытности саамов-скольтов в Норвегии.

### Музыка, театр

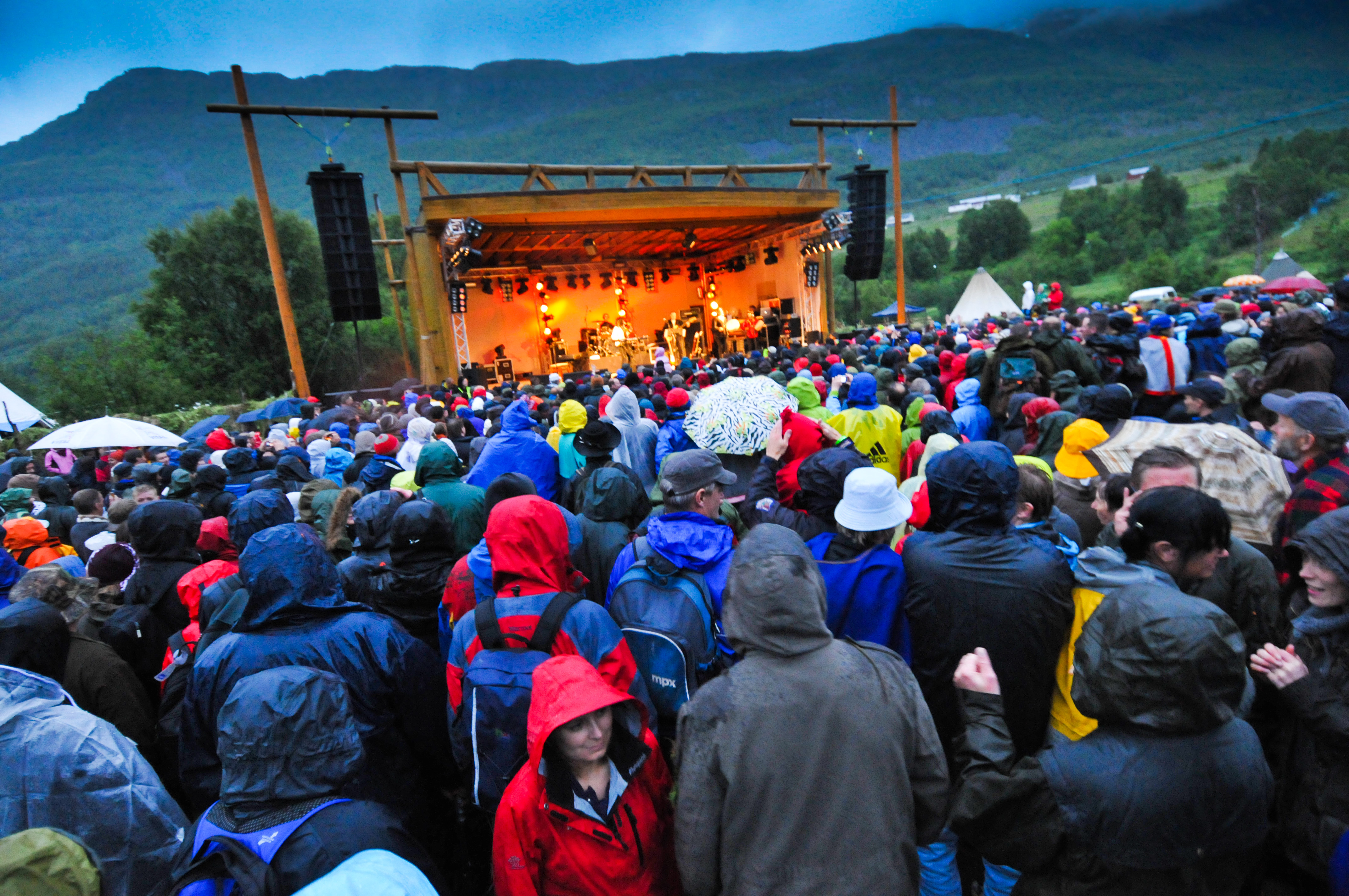
Фестиваль «Riddu Riđđu», 2009

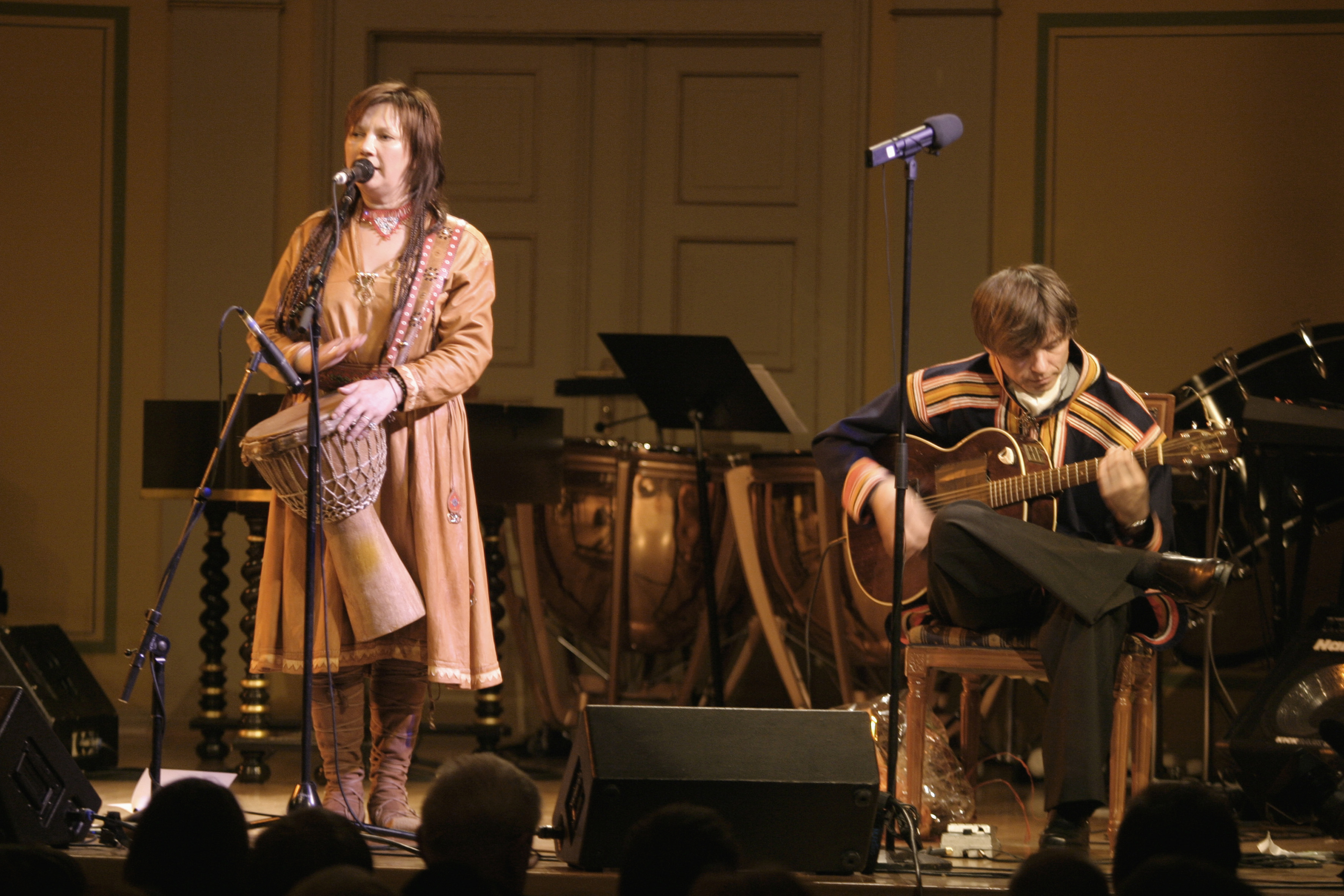
Саамская певица Мари Бойне

Традиционное саамское пение йойк представлено произведениями известного историка и исполнителя йойков Миккеля Гаупа. Йойк стал также источником вдохновения и для современных музыкантов — Мари Бойне и Transjoik. В 1980 году норвежские исполнители Сверре Хьельсберг и Маттис Хэтта вышли в финал Конкурса песни Евровидение с песней «Sámiid Ædnan», в которой присутствовали элементы йойка и которая стала одной из самых популярных детских песен в Норвегии.
Саамская музыкальная жизнь представлена рядом фестивалей, самый известный из которых — «Riddu Riđđu», проходящий в Мандалене и объединяющий музыкальную культуру различных коренных народов. Пасхальный фестиваль в Кёутукейну собирает главным образом саамских артистов.
В 1979 году была основана саамская театральная группа Beaivváš, деятельность которой легла в основу созданного впоследствии в Кёутукейну профессионального театра «Beaivváš Sámi Teáhter».

### СМИ и телевидение

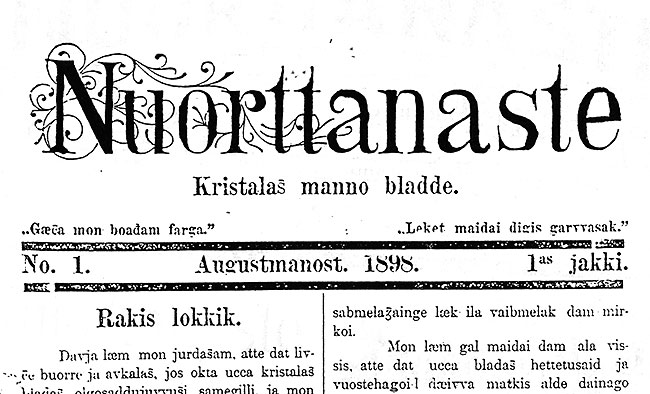
Первый номер «Nuorttanaste», 1898

С 1873 по 1875 годы в Норвегии выходила первая просветительская газета на саамском языке «Muittalægje», основанная Кристианом Андреассеном, а в 1898 году увидела свет газета на северносаамском языке «Nuorttanaste», которая, помимо материалов христианской тематики, содержала новости и объявления.
Выходившая с 1904 по 1911 годы газета «Saǥai Muittalægje» играла большую роль в объединении и политической консолидации саамов в начале XX столетия. С 1956 года начала выходить норвежско-саамская газета «Ságat», но в настоящее время материалы на саамском языке в ней отсутствуют.
Выходящая с 2008 года на северносаамском языке с периодичностью 5 номеров в неделю газета «Ávvir», объединила выходившие ранее газету Min Áigi (издавалась в Карасйоке) и Áššu (издавалась в Кёутукейну).
На NRK регулярно выходят теле- и радиопередачи на саамском языке. Наиболее популярной стал новостная программа Ođđasat, которую смотрят саамы Норвегии, Швеции и Финляндии.

## Международные связи норвежских саамов
После 1989 года общины норвежских и российских саамов установили друг с другом связи по линии обменов между Карасйоком и Ловозером, в рамках которых были устроены курсы северносаамского языка, позволившего саамам из России в дальнейшем обучаться в саамских школах Норвегии.
С 26 по 29 марта 2012 года в Кёутукейну (Финнмарк) в здании Саамской высшей школы прошла Международная конференция тележурналистов коренных народов. В её рамках состоялись семинары и мастер-классы для журналистов, работающих в редакциях, вещающих на языках коренных народов. В конференции участвовали делегаты более десяти стран, в том числе от Канады, Финляндии, Швеции, России, США. В работе форума участвовали также принц Монако Альбер Второй и его супруга княгиня Шарлен.